# Distretto di Nane
Il distretto di Nane è uno degli undici distretti (mueang) della provincia di Luang Prabang, nel Laos.